# 김도연 (1991년)
김도연(1991년 4월 9일 ~ )은 대한민국의 배우이다.

## 학력
- 보스턴대학교 경제학과

## 드라마
- 2018년 MBC 월화드라마 《위대한 유혹자》
- 2018년 JTBC 금토드라마 《내 아이디는 강남미인》- 장원호 역
- 2019년 SBS 금토드라마 《녹두꽃》- 철두 역
- 2019년 tvN 수목드라마 《청일전자 미쓰리》- 오필립 역
- 2020년 KBS2 월화드라마 《그놈이 그놈이다》- 오지환 역
- 2021년 웹드라마 드라마 《무브 투 헤븐: 나는 유품정리사입니다》- 이안 박 역
- 2023년 KBS2 주말드라마 《효심이네 각자도생》- 이효도 역

## 영화
- 2023년 《셔틀,최강의셔틀》 - 재성 역